# Филдбрук (Калифорнија)
Филдбрук (енгл. Fieldbrook) насељено је место без административног статуса у америчкој савезној држави Калифорнија.

## Демографија
По попису из 2010. године број становника је 859.
| Група             | 2000.    | 2010.       |
| Белци             | 0 (0,0%) | 732 (85,2%) |
| Афроамериканци    | 0 (0,0%) | 4 (0,5%)    |
| Азијати           | 0 (0,0%) | 5 (0,6%)    |
| Хиспаноамериканци | 0 (0,0%) | 51 (5,9%)   |
| Укупно            | 0        | 859         |